# Forcipomyia colum
Forcipomyia colum är en tvåvingeart som beskrevs av Debenham 1983. Forcipomyia colum ingår i släktet Forcipomyia och familjen svidknott. Inga underarter finns listade i Catalogue of Life.